# Батальон имени Парижской коммуны
Батальон имени Парижской коммуны (исп. Batallón Comuna de París, фр. Bataillon Commune de Paris) — французский батальон Интернациональных бригад, участвовавший в Гражданской войне в Испании. В его составе несли службу французские, бельгийские и валлонские добровольцы, а также немногочисленные добровольцы из Великобритании и США. Назван в честь Парижской коммуны.

## История службы
Образован в октябре 1936 года. Боевое крещение принял 7 ноября 1936 во время боёв за Мадрид. Воевал изначально в составе 11-й интербригады. Первым командиром батальона был Жюль Дюмон, при нём в составе батальона сражались преимущественно французы и бельгийцы. Участвовал он также в боях на Хараме, за Гвадалахару, в Сеговийском наступлении. В октябре 1937 года принял участие в атаке зоны Ла-Куэста-де-ла-Рейна (к югу от Мадрида), которая завершилась грандиозной неудачей, сопряжённой с колоссальными потерями. Позднее был переведён в 14-ю интербригаду.
После Арагонского отступления, которое состоялось в марте 1938 года, спустя месяц батальон понёс огромные потери и был немедленно пополнен новыми французскими и испанскими добровольцами. В июле он принял участие в боях на Эбро, но там был полностью разгромлен в боях на линии Ампоста-Кампредо 25 июля. Несмотря на создание плацдарма шириной 400 метров, многочисленные потери и неустойчивость рядов солдат не позволяли контратаковать националистов, и батальон начал переправу на противоположный берег реки. За участие в битве он был награждён Медалью коллективных действий.
После разгрома под Кампредо бригада некоторое время находилась в запасе. Батальон был перегруппирован: его состав пополнили 180 новых солдат, а командование взял на себя Анри Роль-Танги. В конце июля бригада переправилась через реку в восстанавливавшийся Мора-де-Эбро, войдя в состав 12-й интербригады в районе Кампосинес. Бригада вошла в состав 45-й дивизии и перешла через Сьерра-де-Кавалльс к востоку от Гандесы. 15 августа батальон вошёл в состав 35-й дивизии для обороны Сьерры-де-Пандольс. После роспуска Интернациональных бригад осенью 1938 года был распущен и батальон.

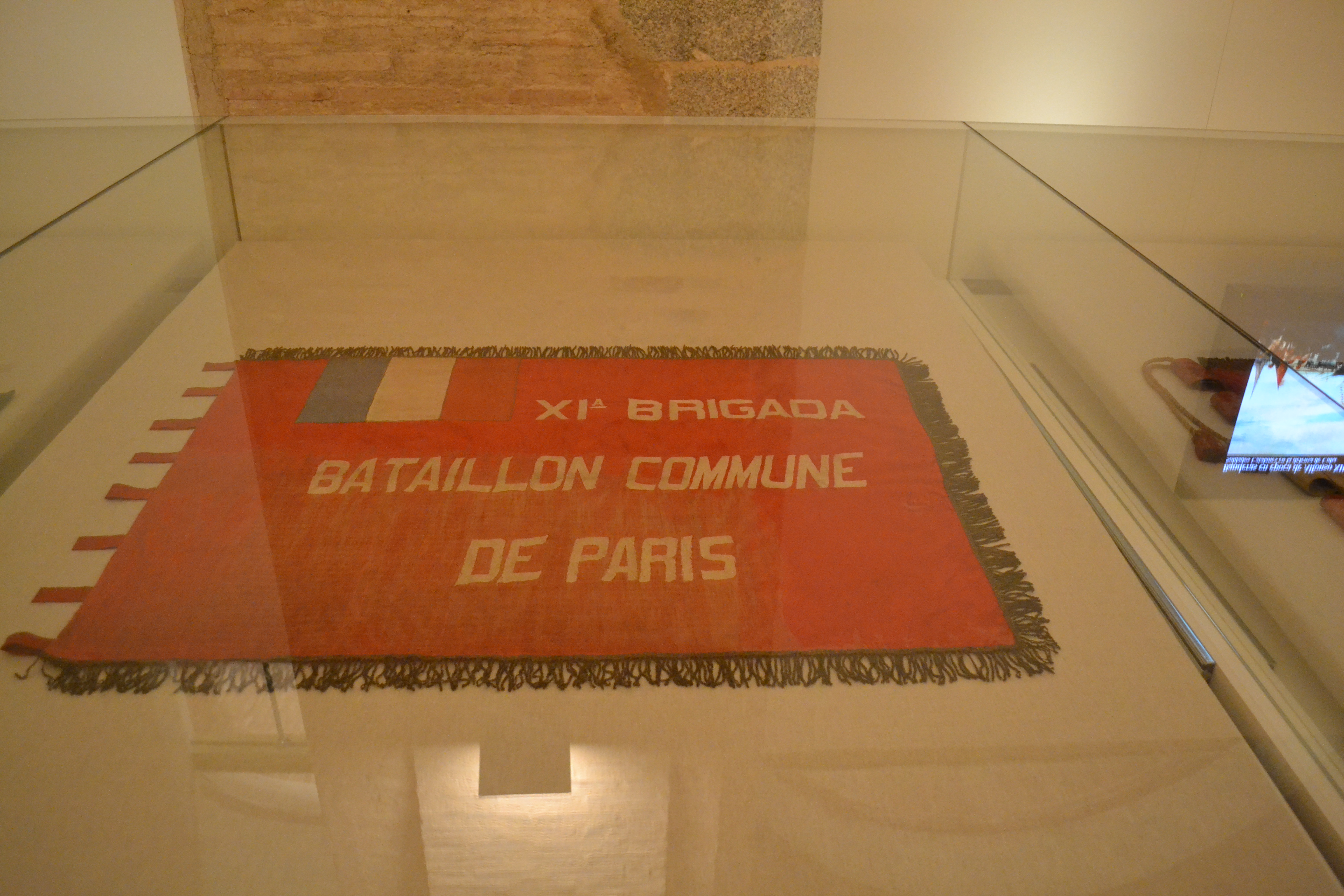
Знамя батальона в Музее вооружённых сил Испании